# Bonanza Air Lines
Bonanza Air Lines war eine US-amerikanische Fluggesellschaft.

## Geschichte

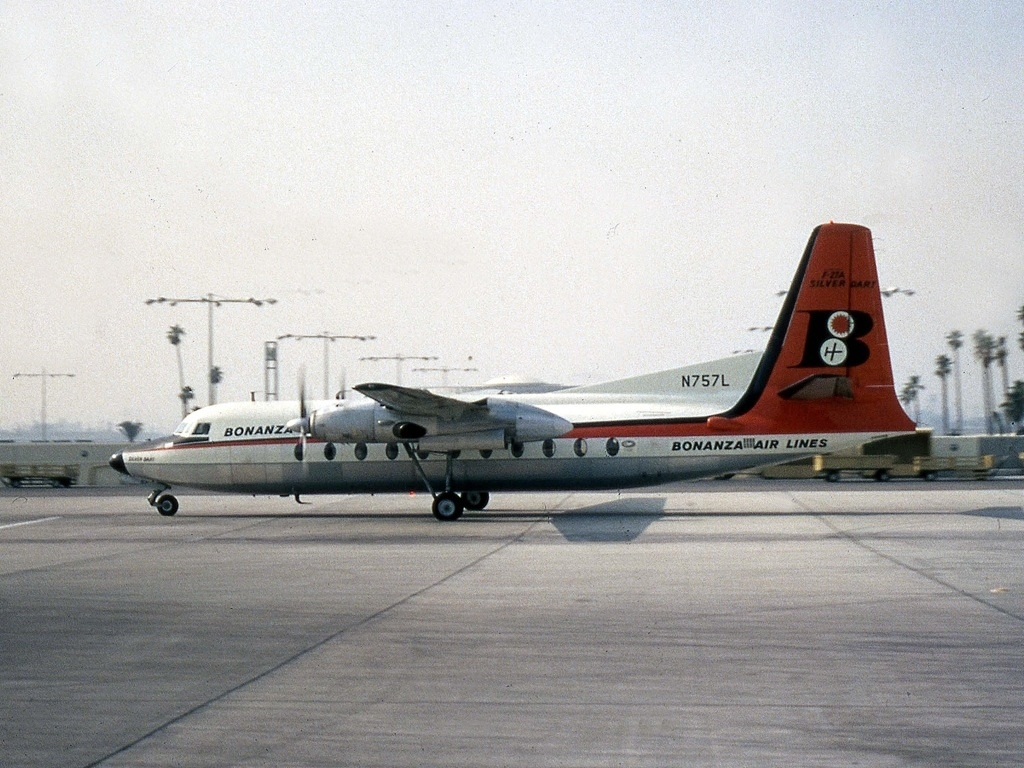
Fairchild F-27 der Bonanza Airlines, Los Angeles 1964

Bonanza Air Lines entstand 1945 und begann ihre Flüge 1949. Im Oktober 1951 bediente sie mit ihrer DC-3-Flotte acht Flughäfen von Reno bis Phoenix. Im Juli 1952 wurden sieben weitere Flughäfen von Phoenix nach Los Angeles in das Streckennetz aufgenommen. Im Jahr 1968 begann Bonanza Air Lines mit Flügen von Mexiko nach Tucson und bediente insgesamt 22 Flughäfen.
Im Jahr 1959 übernahm Bonanza Flugzeuge des Typs Fairchild F-27 und setzte sie erfolglos auf Routen nach Texas ein. Sie flogen zum Grand Canyon in Arizona. Im Jahr 1960 fand der letzte Flug mit einer DC-3 der Bonanza Air Lines statt. Im Jahr 1962 bestellte Bonanza drei BAC 1-11; diese Bestellung wurde jedoch vom Civil Aeronautics Board abgelehnt, woraufhin Bonanza sich entschied, die DC-9-10 zu bestellen. Im Jahr 1965 erhielt Bonanza die DC-9. Die Flüge ihrer DC-9 begannen am 1. März 1966. Im selben Jahr verlegte die Fluggesellschaft ihren Sitz von Las Vegas nach Phoenix (Arizona).
Bonanza Air Lines bestellte auch eine DC-9-31, die allerdings erst an Air West ausgeliefert wurde, nachdem sich Bonanza mit zwei anderen Fluggesellschaften zusammengeschlossen hatte.
Am 1. Juli 1968 fusionierte Bonanza Air Lines mit West Coast Airlines und Pacific Air Lines zu Hughes Airwest. Zu diesem Zeitpunkt bestand die Flotte aus 17 Fairchild F-27, 11 Douglas DC-3 (C-47) und 6 Douglas DC-9.

## Flotte
- Cessna T-50
- Douglas DC-3
- Douglas DC-9-10
- Fairchild F-27A
- Grumman Gulfstream I
- Douglas DC-9-31 (von Bonanza bestellt, wurde jedoch erst an Hughes Airwest ausgeliefert)

## Zwischenfälle
Von 1945 bis zur Betriebseinstellung 1968 kam es bei Bonanza Air Lines zu zwei Totalschäden von Flugzeugen. Bei einem davon kamen 29 Menschen ums Leben.
- Am 15. November 1964 wurde eine Fairchild F-27A der Bonanza Air Lines (Luftfahrzeugkennzeichen N745L) etwa 15 km nördlich von Las Vegas in einen Berg geflogen. Bei diesem CFIT (Controlled flight into terrain) wurden alle 29 Insassen, 3 Besatzungsmitglieder und 26 Passagiere, getötet. Von Phoenix kommend, streifte das Flugzeug während eine Schneesturmes eine Bergspitze, weniger als 5 Minuten vom Zielflugplatz entfernt.[3][4]

- Am 16. April 1965 fuhren auf einem Trainingsflug mit einer Fairchild F-27F der Bonanza Air Lines (N757L) auf dem Flughafen Las Vegas die Landeklappen auf Grund eines technischen Defekts asymmetrisch ein. Beim Abheben drehte das Flugzeug nach links, machte einen Ringelpiez und wurde irreparabel beschädigt. Die beiden Piloten, einzige Insassen, überlebten den Unfall verletzt.[5][6]